# Obid
Obid este o comună slovacă, aflată în districtul Nové Zámky din regiunea Nitra. Localitatea se află la altitudinea de 118 m deasupra n.m., se întinde pe o suprafață de 24,49 km2 și în 2017 număra 1.164 de locuitori. Se învecinează cu Strigoniu, Nyergesújfalu și Tát.

## Istoric
Localitatea Obid este atestată documentar din 1237.

## Demografie
| An:                | 1994 | 2004 | 2014   | 2024   |
| ------------------ | ---- | ---- | ------ | ------ |
| Număr de persoane: | 0    | 1147 | 1159   | 1143   |
| Diferență:         |      | –    | +1,04% | −1,38% |

| An:                | 2023 | 2024   |
| ------------------ | ---- | ------ |
| Număr de persoane: | 1135 | 1143   |
| Diferență:         |      | +0,70% |